# Кельце
Ке́льце (пол. Kielce) — місто в Польщі, адміністративний центр Свентокшиського воєводства. 206 тис. мешканців (2008).
Залізничний вузол. Промисловий центр з розвинутим машинобудуванням (випуск хімічного обладнання, арматури для ТЕС, підшипників, автозапчастин та ін.). Вища інженерна та вища сільськогосподарська (філіал Люблінської) школи, педагогічний інститут, заснований у XII ст.

## Демографія
Станом на 31 грудня 2020 року в Кельцях проживало 193 415 осіб.
На кінець червня 2021 року рівень безробіття становив 5,5%.
За даними Статистичного управління в Кельцях на кінець червня 2021 року середній дохід на душу населення становив 4798,67 злотих брутто.
Демографічна структура станом на 31 березня 2011 року:
|          | Загалом | Допрацездатний вік | Працездатний вік | Постпрацездатний вік |
| -------- | ------- | ------------------ | ---------------- | -------------------- |
| Чоловіки | 95509   | 16285              | 67338            | 11886                |
| Жінки    | 106687  | 15610              | 64170            | 26907                |
| Разом    | 202196  | 31895              | 131508           | 38793                |

Населення за роками:

## Етимологія
Легенда пов'язує появу Келець з Мешком Болеславовичем, сином Болеслава Сміливого. Понад 900 років тому на місці, де сьогодні знаходиться столиця Свєнтокшиського воєводства, були непрохідні ліси, повні тварин, які приваблювали мисливців. Тут також полював Мешко. Коли в погоні за дичиною він втратив своїх супутників, він пішов на невідому галявину і, знесилений, заснув у траві. Йому приснилося, що на нього напали грабіжники та намагаються влити йому в рот отруту. Коли він почав втрачати сили, раптом святий Войцех підняв жезл і провів на землі звивисту стежку, яка перетворювалася на потік води. Прокинувся Мешко і побачив неподалік джерело. Вода в ній була смачна, прозора, як уві сні. Він відчув прилив нових сил і швидко знайшов свою свиту. Від'їжджаючи від галявини, Мешко помітив величезні білі ікла невідомої тварини, ймовірно кабана. Він оголосив, що збудує тут замок із церквою. Невдовзі в самому серці лісу було збудовано поселення. На галявині стоїть церква. св. Войцеха, а струмок, з якого вода повертала князеві сили, називався Сільницею. Поселення назвали Келцями — на згадку про знайдені таємничі ікла. З часом назва змінилася на Кельці.
Найвірогідніша етимологічна теорія виводить назву міста від давньопольського іменника kielce (множина від kielec), що означає паростки рослин (kiełki roślinne) і стосується болотистої місцевості, де росла («kiełkowała») низькоросла верба.

## Події
- 1171 — засновано колегіат Пресвятої Діви Марії
- 1364 — Кельці отримали магдебурзьке право
- 1496 — кардинал Фридерик Ягеллончик надав Кельцям герб
- 1655 р. — місто зруйноване під час Шведського потопу
- 1661 р. — король Ян II Казимир і його придворні перебувають в Кельцях
- 1662 р. — місто зайняте повсталими військами (близько 12 тис. вояків) Священного союзу.
- 27 липня 1789 р. — місто переходить у власність Речі Посполитої
- 24 травня 1800 року — небезпечна пожежа знищила майже всі житлові будинки в центрі, згоріла також ратуша
- 1809 р. — місто включено до складу Варшавського герцогства
- 1815 р. — включення міста до складу Царства Польського
- 1816 р. — відкриття в Кельцах, з ініціативи о. Станіслава Сташиця, перший польський державний технічний університет — Гірнича академія
- 1818 р. — столицю Краківського воєводства перенесено до Кельців
- 1844 р. — арешт о. Пьотра Сцегенного викликає повстання проти російської адміністрації
- 1 січня 1845 р. — Кельці перестали бути губернським містом (стануть знову з 1867 р.)
- 1867 р. — Росія захопила Кельці
- 1870 р. — засновано «Gazeta Kielecka».
- 1885 р. — будівництво залізничної колії через Кельці від Дембліна до Домброви-Гурничої.
- 3 лютого 1905 р. — шкільний страйк учнів чоловічої та жіночої гімназій.
- 3 липня 1905 р. — відбулися криваві сутички Бойової організації Польської соціалістичної партії з російською армією та поліцією. Четверо людей отримали поранення, у тому числі двоє єврейського походження
- 2 вересня 1906 р. — у міському парку відкрито пам'ятник Станіславу Сташицю, створений з ініціативи президента Кельців Владислава Гарбінського.
- 13 жовтня 1906 р. — вийшов перший тираж прогресивно-демократичного тижневика «Echa Kieleckie», який редагували Леон Ріґ'є та його дружина Зофія Налковська.
- 12 серпня 1914 р. — 1-й батальйон (у складі першої кадрової роти, другої та третьої рот) увійшов до Кельців.
- 30 серпня 1914 р. — капелан 1-го полку польських легіонів Косма Ленчовський відслужив польову месу перед катедрою, в якій не змогли взяти участь єпархіальні священики з Кельців, які посилалися на заборону єпископа Августина Лосінського.
- 5 вересня 1914 р. — присяга 1-го полку польських легіонів під командою Юзефа Пілсудського в Кельцях.
- 11 листопада 1918 р. — антиєврейський погром. В результаті 4 людини загинули і 250 отримали поранення.
- 2 серпня 1919 р. — утворення Келецького воєводства.
- 4 і 5 вересня 1939 р. — бомбардування міста німецькою авіацією, початок німецької окупації.
- 5 квітня 1941 р. — створення німецькими окупантами гетто.
- 20-24 серпня 1942 р. — знищення євреїв Кельці; три масові депортації до табору смерті в Треблінці
- 24 лютого 1943 р. — відділ Гвардії Людової ім. Землі Келецької під проводом Єжи Півоварка псевдо «Юрек» закидає гранатами німецьке кафе на вул. Сенкевича. Знищено 5 нацистів.
- 15 січня 1945 р. — місто було захоплене військами 3-ї гвардійської армії, 13-ї армії, 4-ї танкової армії та 25-го окремого бронетанкового корпусу зі складу 1-го Українського фронту Червоної Армії.
- 5 серпня 1945 р. — підрив тюрми на вул. Замковій та звільнення кількох сотень полонених групуванням підрозділів Армії Крайової під командуванням кап. «Сірого».
- 4 липня 1946 р. — погром євреїв, відомий як Кельцівський погром
- 1974 р. — перетворення Кельцівсько-Радомської вищої інженерної школи (створеної в 1965 р.) у Кельцівський технічний університет
- 14 вересня 1996 р. — прем'єра «Хейналя міста Кельці» Кароля Анбілда — видатного музиканта, багаторічного диригента Кельцівської філармонії.
- 1 січня 1999 року — Кельці стали столицею Свентокшиського воєводства.
- 2000 р. — Педагогічний університет (заснований у 1973 р.) перетворено на Свентокшиську академію
- 2008 — Свентокшиську академію було перетворено на Гуманітарний і природничий університет імені Яна Кохановського в Кельцях
- 12 червня 2016 р. — Перший референдум про звільнення президента міста Кельці Войцеха Любавського (занадто низька явка).

## Українці в Кельцях
У Кельцях у 1956 р. настоятелем православної парафії був о. Василь Ляшенко (10.11.1890-11.07.1956), сотник Армії УНР, архітектор, учитель, православний священник
На православній ділянці Старого цвинтаря в Кельцях (Prawosławna część Cmentarza Starego): є могили Григорія Чижевського (1886–1936), командира Артилерійської бригади 3-ї Залізної стрілецької дивізії Армії УНР, після війни геодезиста; могила Харитона Лебідя-Юрчика (1877–1945), заступника міністра фінансів УНР, економіста, заступника секретаря Міністерства фінансів УНР. Під його керівництвом опрацьовано проєкт бюджету України на 1919 р. Після закінчення визвольних змагань він працював директором Національного банку в Кельцях; могила Миколи Зінченка (1894–1938), сотника Армії УНР, інженера-хіміка, що працював у лабораторіях металургійних заводів (поль. «Pokój», «Ludwików») у Кельцях.

## Клімат
Місто розташовується в зоні морського клімату. Найтепліший місяць — липень із середньою температурою 16.7 °C (62 °F). Найхолодніший місяць — січень, із середньою температурою −2.8 °С (27 °F).
| Клімат Кельців          | Клімат Кельців | Клімат Кельців | Клімат Кельців | Клімат Кельців | Клімат Кельців | Клімат Кельців | Клімат Кельців | Клімат Кельців | Клімат Кельців | Клімат Кельців | Клімат Кельців | Клімат Кельців | Клімат Кельців |
| Показник                | Січ.           | Лют.           | Бер.           | Квіт.          | Трав.          | Черв.          | Лип.           | Серп.          | Вер.           | Жовт.          | Лист.          | Груд.          | Рік            |
| Абсолютний максимум, °C | 12             | 17             | 22             | 26             | 28             | 30             | 32             | 38             | 30             | 23             | 16             | 17             | 38             |
| Середній максимум, °C   | 0              | 1              | 6              | 11             | 17             | 20             | 21             | 22             | 17             | 11             | 5              | 1              | 11             |
| Середня температура, °C | −2             | −2             | 2              | 7              | 12             | 15             | 16             | 16             | 12             | 7              | 2              | 0              | 7              |
| Середній мінімум, °C    | −5             | −5             | −1             | 2              | 7              | 10             | 11             | 11             | 7              | 3              | 0              | −3             | 3              |
| Абсолютний мінімум, °C  | −33            | −28            | −22            | −8             | −3             | −1             | 3              | 1              | −3             | −7             | −17            | −22            | −33            |
| Днів з опадами          | 20             | 17             | 16             | 15             | 15             | 15             | 15             | 13             | 14             | 14             | 19             | 22             | 195            |
| Днів з дощем            | 10             | 7              | 11             | 14             | 15             | 14             | 15             | 13             | 14             | 14             | 14             | 13             | 154            |
| Днів зі снігом          | 14             | 13             | 8              | 3              | 0              | 0              | 0              | 0              | 0              | 1              | 7              | 13             | 59             |
| ----------------------- | -------------- | -------------- | -------------- | -------------- | -------------- | -------------- | -------------- | -------------- | -------------- | -------------- | -------------- | -------------- | -------------- |
| Джерело: Weatherbase    |                |                |                |                |                |                |                |                |                |                |                |                |                |

## Освіта
- Університет ім. Яна Кохановського в Кельцях та ін.
- Кельцький технологічний університет,[12]
- Свєнтокшиська школа вищої освіти,
- Свєнтокшиський університет у Кельцях,[13]
- Вища школа державного управління,
- Університет права економіки та медичних наук проф. Едвард Ліпінський,[14]
- Університет інформаційних технологій і телекомунікацій у Кельцях,
- Вища духовна семінарія в Кельцях,
- старопольська колегія,
- Університет суспільних наук.

Крім того, в Кельцях є 32 загальноосвітні середні школи, 19 технікумів, 43 початкові школи, 69 дитячих садків і 34 ясла або дитячі клуби, як місцеві, так і приватні.

## Відомі люди
- Віленський Костянтин Михайлович — музичний директор драматичного театру ім. Стефана Жеромського;
- Аґнешка Дик — вокалістка гурту «Brathanki»[16]
- Рафал Ольбінський — польський художник;
- Бартломей Сенкевич (* 1961) — польський політик;
- Адольф Совінський (1914—1963) — польський поет, прозаїк, критик, перекладач;
- Міхал Соловов (нар.1962) — польський підприємець та автогонщик, один з найбагатших поляків.
- Станислав Лукасик — польський дипломат.
- Едита Хербусь (* 1981) — польська танцівниця, акторка та співачка.
- Данте Барановський (1882–1925) — організатор Театру в Кельцях у 1922 році.

## Цікаві факти
- Торговий ярмарок у Кельцях є другою за розміром торговою виставкою країни після Познанського міжнародного ярмарку.
- Кельці — великий медичний центр. Свентокшиський онкологічний центр  — найсучасніший[коли?] у Польщі.[17]
- З 1994 року в Кельцях проводиться щорічна Міжнародна виставка оборонної промисловості (MSPO).